# Xanthocastnia
Xanthocastnia é um gênero de traça pertencente à família Brachodidae.